# Weerbaarheidsafdeling

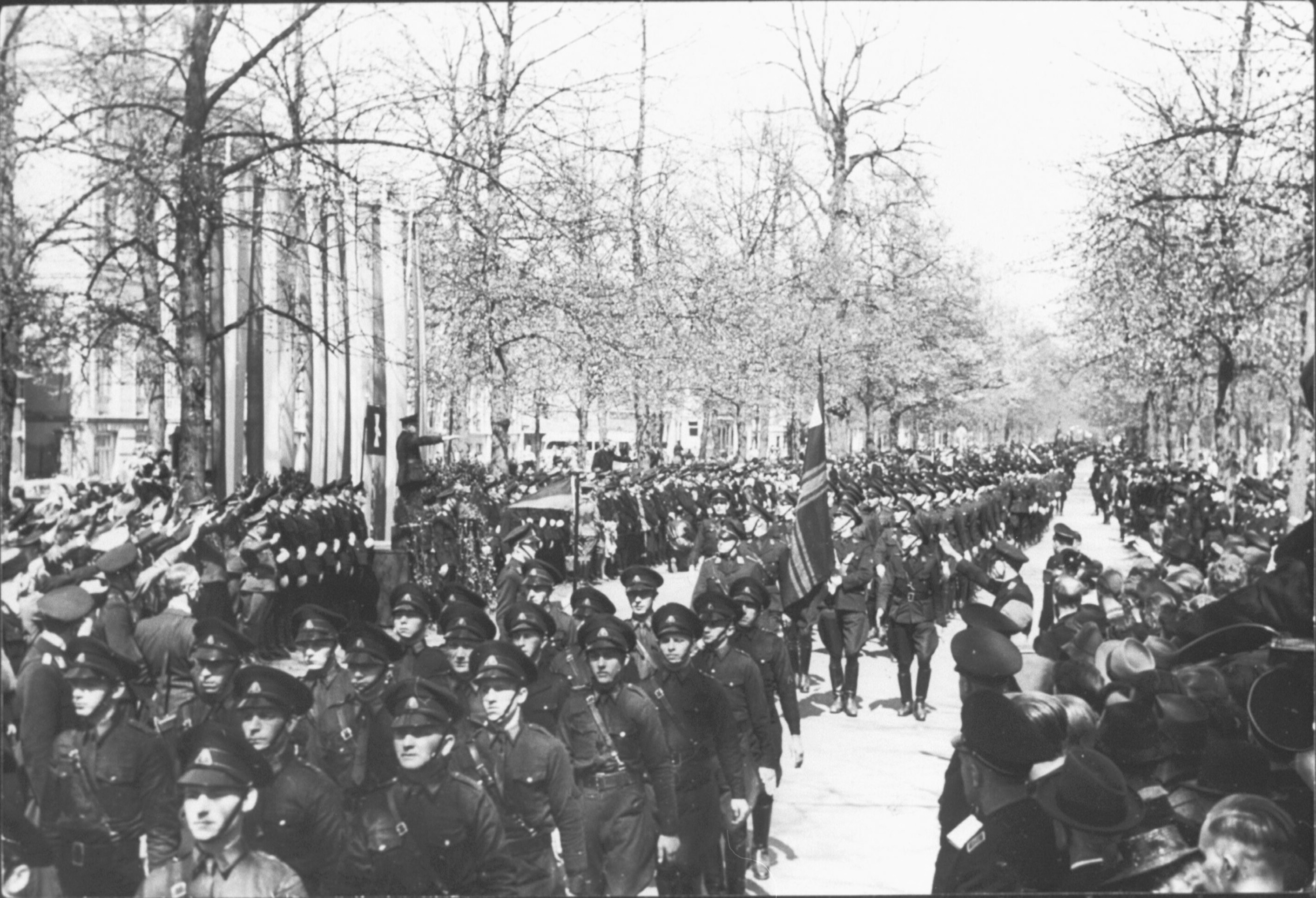
Aufmarsch der WA anlässlich des Geburtstags von Anton Mussert, 11. Mai 1941

Die Weerbaarheidsafdeling (deutsch etwa „Wehrabteilung“; kurz WA) war der paramilitärische Arm der Nationaal-Socialistische Beweging, einer zunächst faschistischen und später nationalsozialistischen Partei in den Niederlanden. Die WA bestand zunächst in den Jahren 1932 bis 1935 und wurde im Jahr 1940 neu aufgestellt. Ihre Funktion war in etwa vergleichbar mit der der deutschen SA.

## Anfänge und zwischenzeitliche Auflösung
Die Weerbaarheidsafdeling wurde zunächst gegen Ende des Jahres 1932 durch Anton Mussert, den Leiter der NSB, aufgestellt. Zweck war die Schaffung einer uniformierten Truppe zum Schutz vor Angriffen politischer Gegner. Insbesondere sollte die Präsenz der WA-Männer NSB-Mitglieder schützen, die auf der Straße die durch die Partei herausgegebene Zeitung Volk en Vaderland verkauften. Des Weiteren übernahm die WA den Ordnungsdienst auf Veranstaltungen des NSB. In dieser Funktion erfolgte auch das erste öffentlich wahrgenommene Auftreten der WA auf dem „Landtag“ der NSB, der am 7. Januar 1933 in Utrecht abgehalten wurde. Charakteristisches Erkennungszeichen der WA-Männer waren die schwarzen Uniformen, die diesen den Beinamen zwarthemden (zu deutsch: „Schwarzhemden“) einbrachten.
Nachdem die niederländische Regierung bereits 1933 das Tragen von Uniformen durch Zivilisten verboten hatte, folgte 1935 ein Verbot paramilitärischer Organisationen. Als Reaktion hierauf löste Mussert die Weerbaarheidsafdeling zunächst auf, um einer offiziellen Aufforderung durch die Regierung zuvor zu kommen.

## Wiederaufleben während der Besatzung

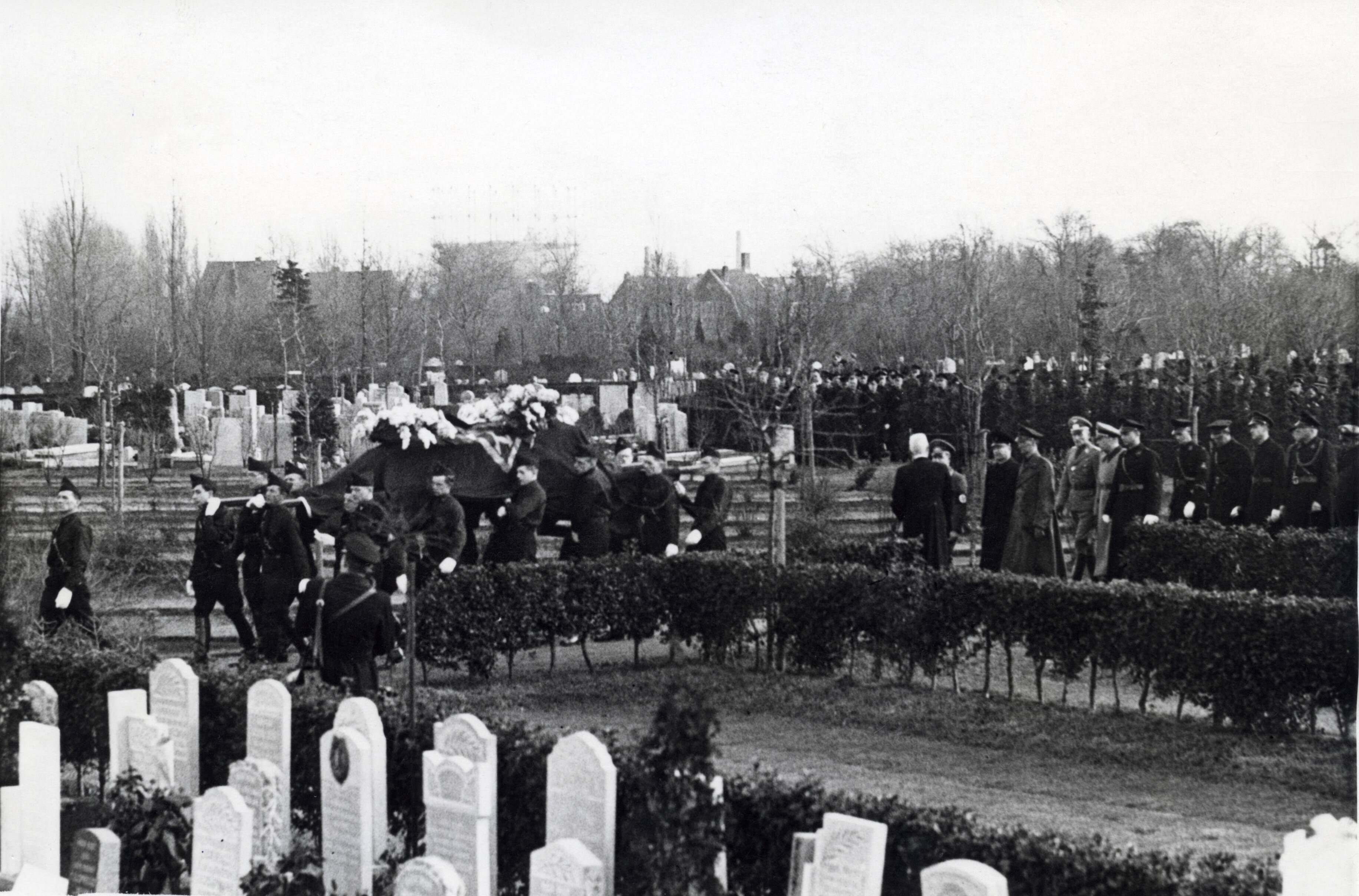
Begräbnis Hendrik Koots in Zorgvlied, 17. Februar 1941

Nach der Kapitulation der Niederlande im Mai 1940 wurde die NSB schnell zur einzigen erlaubten politischen Partei und konnte gegen Ende des Jahres auch ihre Weerbaarheidsafdeling neu aufrichten. Im August 1941 verfügte Anton Mussert, dass alle tauglichen männlichen Mitglieder der NSB im Alter von 18 bis 40 Jahren von nun an automatisch auch Mitglied in der WA werden mussten. Etwa 1700 NSB-Mitglieder verweigerten diese Anweisung, was dazu führte, dass ihr Status von „Mitgliedern“ zu „Sympathisanten“ herabgestuft wurde. Der Historiker Loe de Jong gibt in seinem Standardwerk Het Koninkrijk der Nederlanden in de Tweede Wereldoorlog die Mitgliederzahl der WA im Jahr 1941 mit etwa 6500 Mann an. 1942 sei diese auf etwa 12.000 gestiegen, 1943 jedoch wieder auf etwa 8000 gesunken. Er fügt jedoch hinzu, dass diese Zahlen vermutlich recht ungenau seien, da die Verwaltung der WA in dieser Hinsicht zu wünschen übrig ließ.
In Folge der Wiederbelebung der WA kam es regelmäßig zu Zusammenstößen zwischen ihren Mitgliedern und politisch Andersdenkenden, zu Beginn häufig mit Anhängern der gemäßigteren Nederlandsche Unie. Nachdem sich die jüdische Gemeinde in den Niederlanden immer mehr Repressionen seitens der deutschen Besatzer ausgesetzt sah, richtete sich die Aggression der WA-Schlägertrupps mehr und mehr gegen Juden. Unter anderem zwangen WA-Männer Besitzer von Hotels oder Cafés Schilder aufzuhängen mit der Aufschrift Joden niet gewenst (zu deutsch: „Juden nicht erwünscht“). Die Situation eskalierte schließlich am 11. Februar 1941, als es bei einem Aufmarsch im jüdischen Viertel der Hauptstadt Amsterdam zu Kämpfen mit jüdischen Einwohnern kam. Hierbei wurde der WA-Mann Hendrik Koot schwer verletzt und verstarb schließlich drei Tage später. Die Unruhen dienten den Deutschen in Person von Generalkommissar Hanns Albin Rauter als Vorwand, die ersten offenen Razzien gegen niederländische Juden durchzuführen. Am 22. und 23. Februar wurden ca. 425 jüdische Männer verhaftet und anschließend in die Konzentrationslager Mauthausen und Buchenwald deportiert. Diese Maßnahmen trafen erstmals auf offenen Widerstand in der Amsterdamer Bevölkerung, welcher am 22. Februar im sogenannten Februarstreik gipfelte. Dieser von der kommunistischen Partei CPN organisierte Protest wurde von den Deutschen innerhalb weniger Tage niedergeschlagen. Hierbei kamen neun Menschen ums Leben, 24 weitere wurden schwer verletzt.
Innerhalb der NSB positionierten sich die WA und ihr Leiter, van der Hout, gegen die Bildung der Niederländischen SS, da die WA sich bereits als Äquivalent sowohl zur deutschen SA als auch zur SS betrachtete. Dennoch rekrutierte die Niederländische SS ihre Mitglieder bevorzugt aus den Reihen der WA, da diese als besonders „deutschfreundlich“ galten. Dies führte dazu, dass die Bedeutung der Weerbaarheidsafdeling etwa ab 1942 abnahm, da nun viele ihrer Mitglieder an der Seite der Deutschen im Krieg kämpften und sich ihre Reihen so merklich lichteten. Auch handgreifliche Zwischenfälle mit politischen Gegnern kamen nun seltener vor, da viele Gruppen mittlerweile ein geringes Interesse an offenen Auseinandersetzungen zeigten. Des Weiteren ließ die Disziplin vieler WA-Männer zu wünschen übrig. Viele von ihnen blieben beispielsweise gemeinsamen Übungen wiederholt fern oder wurden straffällig, was regelmäßig zu Ausschlüssen aus der WA führte.

## De Zwarte Soldaat
Durch die Weerbarheidsafdeling wurde das Wochenblatt De Zwarte Soldaat (zu deutsch: „Der schwarze Soldat“) herausgegeben, in dem unter anderem anti-jüdische Propaganda verbreitet und eine Zukunft der Niederlande als Teil eines von Deutschland dominierten, germanischen Staatenbundes gezeichnet wurde. Gegen Ende des Krieges prophezeite das Blatt eine Machtübernahme kommunistischer Kräfte, sobald die alliierten Truppen das Land verlassen haben würden.